# Georges-Tobie de Thellusson

Wappen der Familie de Thellusson

Georges-Tobie de Thellusson (* 18. Januar 1728 in Paris, Frankreich; † 4. September 1776 ebenda) war ein französisch-schweizerischer Bankier.

## Leben
Georges-Tobie de Thellusson war der Sohn des Pariser Bankiers Isaac de Thellusson (1690–1755), welcher einer Hugenottischen Genfer Familie entstammte, und seiner Ehefrau Sarah Le Boullenger (1700–1769).
Thellusson begann seine Karriere mit einer Anstellung als einfacher Angestellter bei der Pariser Bank „Labhard, Vernet & Montz“ (gegründet 1745 mit Hauptsitz in Paris und einer Zweigstelle in Genf). Nachdem der Geschäftspartner Jean-Henri Labhard 1753 gestorben war, wandelte der verbliebene Geschäftspartner Isaac Vernet (1700–1773) die Bank 1756 in eine Kommanditgesellschaft um und nahm seine zwei bewährten Angestellten Georges-Tobie de Thellusson und Jacques Necker (1732–1804) als neue Mitgesellschafter mit einer Beteiligung von je 25 % des Bankkapitals auf. Die Bank bestand unter dem Namen „Thellusson, Necker & Cie.“ weiter. Thellusson beaufsichtigte die Zweigstelle in London, während Necker die Geschäfte in Paris führte. Sie führten die Konten von etwa 350 vermögenden europäischen Kunden (z. B. die britischen Politiker Thomas Walpole und Richard Walpole), welche zumeist in französischen Staatsanleihen investiert waren. Beide Partner wurden zudem durch eigene Spekulationen mit französischen Anleihen und Getreide reich.
Als sich Isaac Vernet 1762 aus der Bank zurückzog, übernahmen Georges-Tobie de Thellusson und Jacques Necker diese je zur Hälfte und benannten sie in „Thellusson, Necker & Cie.“ um. 1770 entschied sich Jacques Necker sich aus dem Bankgeschäft zurückzuziehen und übergab alle seine Bankgeschäfte seinem älteren Bruder Louis Necker (1730–1804).
Georges-Tobie de Thellusson hinterließ bei seinem Tod 1776 ein riesiges Vermögen von über 7,1 Millionen Livres.

## Besitzungen

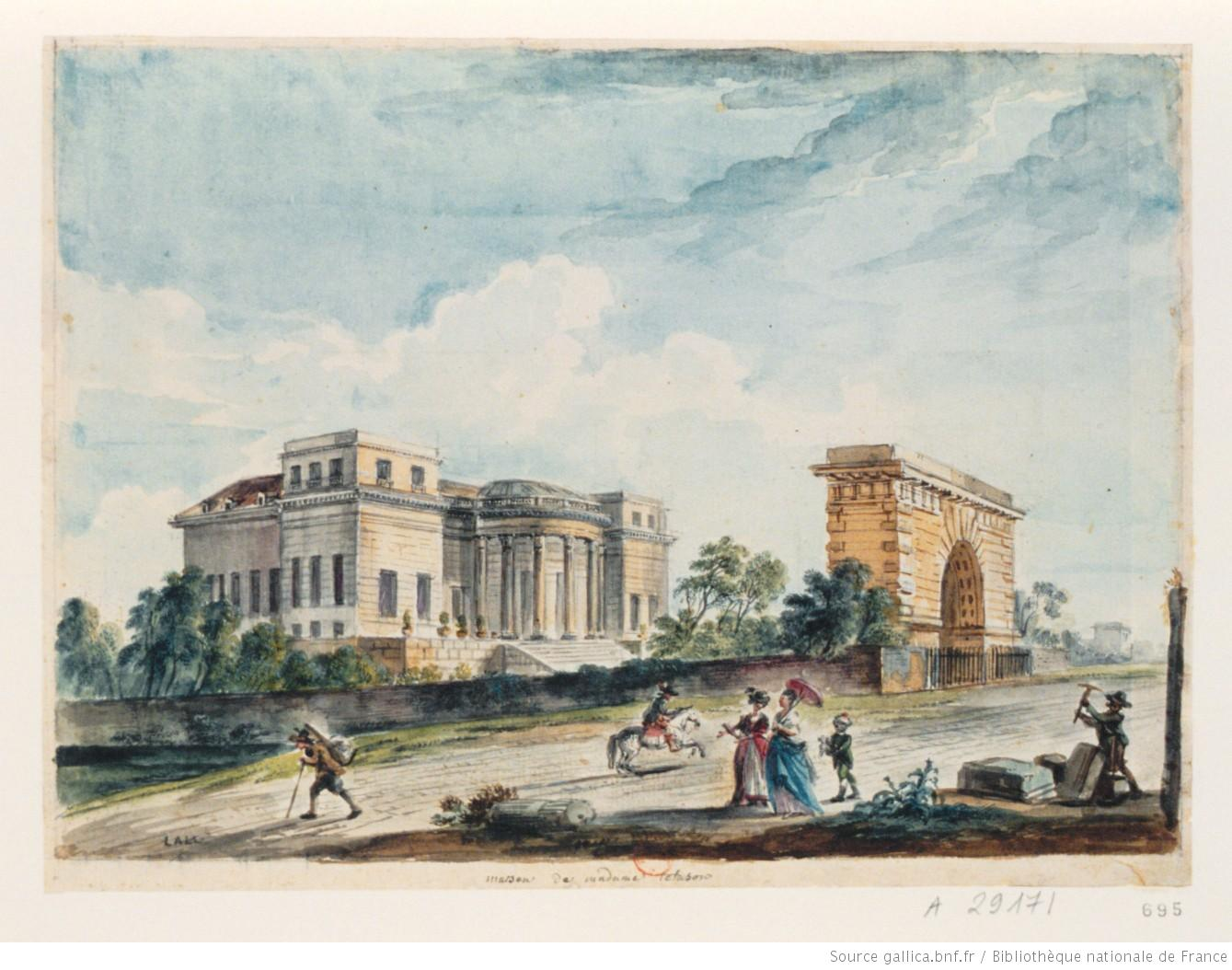
Das Hôtel de Thellusson in Paris, von Jean-Baptiste Lallemand

Georges Tobie de Thelusson wurde durch Kauf 1760 Herr von Bière und Berolle, beide bei Aubonne (Kanton Waadt). 1769 kaufte er in der Nähe von Paris das Anwesen von Marnes, das seine Witwe Marie-Jeanne Girardot de Vermenoux (1736–1781) 1776 weiterverkaufte. Diese erwarb nach dem Tod ihres Mannes auch die Herrschaft Coppet (Kanton Waadt) für ihren Sohn Pierre Germain de Thellusson  (1767–1831), welcher es Ende 1783 an Jacques Necker weiterverkaufte.
Thellussons Witwe Marie-Jeanne Girardot de Vermenoux ließ ab 1780 in Paris von dem Architekten Claude Nicolas Ledoux das Hôtel de Thellusson als Residenz errichten.

## Familie
Georges-Tobie de Thellusson heiratete 1757 Marie-Jeanne Girardot de Vermenoux (1736–1781), Tochter von Daniel Girardot de Vermenoux Holzhändler, und Marguerite Jallot. Aus dieser Ehe gingen drei Söhne her:
- Paul Louis de Thellusson (1757–1801), Herr von Bière, Marquis von Franconville (1784), Offizier, verheiratet 1790 mit Amélie de La Frété, dann 1795 mit Amicie Augustine de Caulaincourt (1776–1847);
- Jean Isaac de Thellusson (1764–1828), Herr von Berolle, Graf von Sorcy (1821), Graf von Thelusson (1824), Oberst der französischen Schweizer Garde, verheiratet 1787 mit Louise Rilliet (1770–1845);
- Pierre Germain de Thellusson (1767–1831), Herr von Coppet, Offizier, verheiratet 1796 mit Jeanne Rosalie de Reghat (1769–1852).

Der französisch-britische Bankier und Kaufmann Peter (Pierre de) Thellusson (1737–1797) war der jüngere Bruder von Georges-Tobie de Thellusson und arbeitete mit diesem auch geschäftlich eng zusammen.